# The Doodler
The Doodler (дослівний переклад з англійської — людина, яка щось мимоволі і безцільно малює, в той час як її думки зайняті зовсім іншим) — американський серійний вбивця, який скоїв 14 вбивств та 3 напади на чоловіків-гомосексуалів у Сан-Франциско, Каліфорнія, в період між січнем 1974 і вереснем 1975. Злочинець знайомився з жертвами  у гей-клубах, барах і ресторанах. Підозрюваного описали як чорношкірого чоловіка віком від 19 до 25 років. Він був приблизно 180 см зростом і стрункої статури.

## Вбивства
Вважається, що Doodler скоїв 14 вбивств. Як зброя використовувався ніж, яким він завдавав ударів у передню і задню частини тіла. Поліцейські мають припущення, що усі жертви померли недалеко від тих місць, де мали знайомство з вбивцею. На початку розслідування поліція вважала, причетними до вбивств могли бути троє осіб.

### Джеральд Кавано[Архівовано8 жовтня 2017 уWayback Machine.]
Джеральд Ірл Кавано вважається першою жертвою Дудлера. Відомо, що він емігрував з Канади, йому було сорок дев'ять років. Кавано був знайдений зранку 24 січня 1974 року. Його тіло було одягненим і  лежало на пляжі в Сан-Франциско, штат Каліфорнія. Розтин показав, що смерть настала за кілька годин до знайдення тіла. Також були виявлені сліди самооборони. Спочатку він залишався нерозпізнаним і мав назву  «John Doe #7».

### Джозеф «Джей» Стівенс[Архівовано8 жовтня 2017 уWayback Machine.]
Джозеф Стівенс, відомий під прізвиськом «Джей», був знайдений жінкою, яка гуляла по озері Спрекелс в Сан-Франциско,  25 червня 1974 року. Стівенс мав двадцять сім років, його тіло було знайдено на наступний день після вбивства. Працював трансвеститом та коміком. Поліція підозрювала, що Стівенса могли вбити  в іншому місці і перенести його тіло на озеро Спрекелс.

### Клаус Крістманн[Архівовано8 жовтня 2017 уWayback Machine.]
Клаус Крістманн був виявлений жінкою, яка  вигулювала собаку, 7 липня 1974 року. Його смерть була дещо більш жорстокою і у нього було значно більше ножових поранень, ніж Стівенса. Тіло було повністю одягнене. Крістманн був родом з Німеччини. На відміну від попередньої жертви, був одружений і мав дітей. Поліція припустила, що Клаус міг бути  латентним геєм.
Деякий час залишався не розпізнаним і поліція не пов'язувала його вбивство з іншими вбивствами. Але  врешті-решт він був похований у своїй рідній країні.

### Фредерік Капен
Фредерік Елмер Капен, у віці 32 років, був виявлений на 12 травня 1975 року, в Сан-Франциско. Він, як і інші жертви, помер від ударів ножем у аорту. Вважається, що тіло було перенесено приблизно на двадцять футів від того місця, де його вбили. Капен був ідентифікований за відбитками пальців. Відомо, він був медбратом і служив у ВМС США, був нагороджений медаллю за службу у В'єтнамі.

### Гаральд Гуллберг
Гаральд Гуллберг  був виявлений 4 червня 1975 року в Лінкольн-Парк. Розтин показав, що смерть настала  два тижні тому назад. Відомо, що він був родом зі Швеції і мав 66 років. Його вбивство довгий час не пов'язували з іншими вбивствами, оскільки він був набагато старший, ніж інші жертви. На ньому була відсутня нижня білизна, а штани були з нього зняті. Гуллберг вважається останньою жертвою Дудлера. Він також певний  час залишався нерозпізнаним, він був відомий як «John Doe #81.»

## Розслідування
Поліція виявила підозрюваного за описом чоловіків, які лишилися живими. Однак його так і не вдалося заарештувати, оскільки жертви відмовилися давати показання через небажання зробити камінг-аут і зіпсувати собі репутацію (один був дипломатом, а інший — конферансьє). У слідчих не було інших доказів. Підозрюваний заперечував свою причетність до вбивств та нападів. Слідчі вважають, що цей чоловік є відповідальним за злочини, хоча він ніколи не був судимий і не мав покарання  за відмову з'явитися в суд. На сьогоднішній день відомо, що інших підозрюваних не було;  є досить обмаль інформації про ці злочини.
Два інших потенційних підозрюваних виникли в 1977 році після того, як пара чоловіків з Редондо-Біч, Ріверсайд, Каліфорнія, були допитані після арештів під підозрою у вбивствах з аналогічними обставинами. Їм було приблизно по двадцять вісім років.

## Наслідки
В той час, активіст Гарві Мілк публічно висловив співчуття постраждалим, які відмовилися співпрацювати з поліцією, побоюючись нашкодити своїй репутації.